# Biokovska zečina
Biokovska zečina  (lat. Centaurea biokovensis) je endemska biljka iz porodice Asteraceae.

## Rasprostranjenost
Raste samo na planini Biokovo i to isključivo na usponima s primorske strane na ograničenom dijelu i na visini između 50 i 1600 metara nadmorske visine.

## Izgled
Snježno-bijele je boje. Gusto je dlakava. Iz rizoma svake godine nikne nekoliko sterilnih rozeta i nekoliko fertilnih stabljika. Veliku većinu sjemena raznese vjetar i mali broj dospije tamo, gdje se biljka može razviti. Glavni neprijatelji su biljne uši iz roda Aphium, koje legu potomstvo na cvjetnim glavicama te endemični puž Medora makarana, koji se zadržava u pukotinama te joj oštećuje stabljike i listove.

## Ekologija vrste
Raste na pukotinama okomitih stijena, okrenutih prema moru. Za vrijeme vegetacijskog perioda, klima je jako vruća i suha. Područje rasprostiranja nekada je bilo cjelina, danas je rascjepkano. Rijetko se može naći po desetak jedinki na jednome mjestu. Suličasta zečina (Centaurea cuspidata) je srodna vrsta, koja raste uz biokovsku zečinu.